# Bronc riding

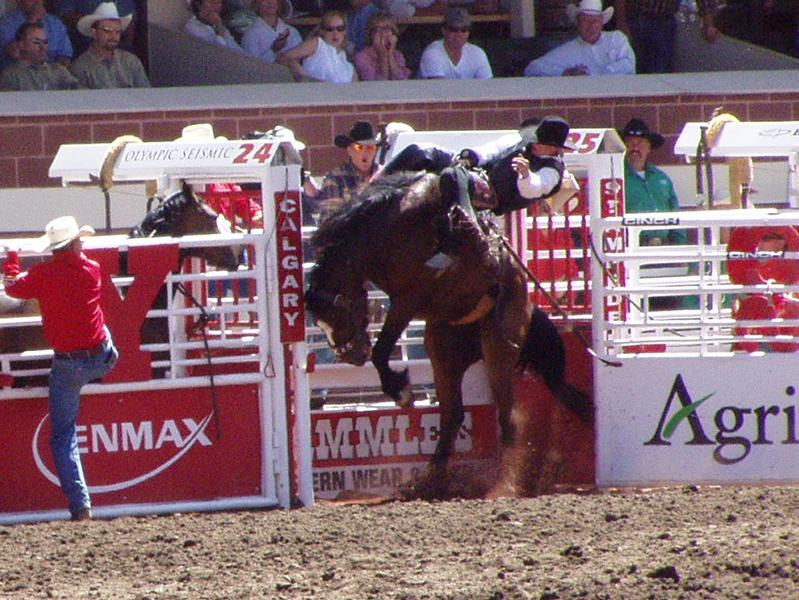
Cavalcata bareback bronc a Calgary Stampede, un rodeo, mostra e festival annuale che si tiene ogni luglio a Calgary, Alberta.

Il bronc riding, che comprende sia la competizione di bareback bronc che quella di saddle bronc, è un evento di rodeo il quale prevede che un partecipante cavalchi un cavallo da sgroppata (a volte chiamato bronc o bronco) che tenta di disarcionare o sgroppare il cavaliere. Originariamente basato sulle necessarie abilità di sgroppata dei cowboy, l'evento è ora una competizione altamente stilizzata che utilizza cavalli che spesso sono allevati appositamente per la loro forza, agilità e capacità di sgroppata. È riconosciuto dalle principali organizzazioni di rodeo come la Professional Rodeo Cowboys Association (PRCA) e l'International Professional Rodeo Association (IPRA).

## Descrizione
Ogni concorrente sale su un cavallo, che è tenuto in un piccolo tubo o recinto di legno chiamato scivolo di sgroppata. Quando il cavaliere è pronto, il cancello dello scivolo di sgroppata viene aperto e il cavallo salta fuori e inizia a sgroppare. Il cavaliere cerca di rimanere sul cavallo per otto secondi senza toccarlo con la mano libera. Al primo salto fuori dallo scivolo, il cavaliere deve "marcare il cavallo". Ciò significa che deve avere i talloni degli stivali a contatto con il cavallo sopra la punta delle spalle prima che le zampe anteriori del cavallo tocchino terra. Un cavaliere che riesce a completare una corsa viene valutato su una scala da 0 a 50, come anche il cavallo. La corsa nel suo complesso viene valutata come la somma di questi punteggi individuali: i punteggi entro gli 80 punti sono considerati molto buoni ed entro i 90 sono considerati eccezionali. Un cavallo che sgroppa in modo spettacolare ed efficace otterrà più punti di un cavallo che sgroppa in linea retta senza significativi cambi di direzione.

## Storia
Si ritiene che i primi esempi di bronc riding americano siano nati dall'addestramento dei cavalli per l'esercito degli Stati Uniti, in particolare nel Wyoming e in Colorado. I primi tre eventi di campionato di bronc riding sanzionati si sono svolti nel 1901 alla Colorado Cattle and Horse Grower's Association, alla Denver Horse Show Association e alla competizione Northwestern Colorado. Le competizioni dell'anno successivo si sono tenute il 2 settembre 1902, a Cheyenne, nel Wyoming, ai Cheyenne Frontier Days, e a Denver, in Colorado, all'evento annuale della Denver Horse Show Association. Entrambe sono state vinte da Harry Henry Brennan, noto oggi come il "padre del moderno bronc riding".

## Bareback broncvssaddle bronc riding

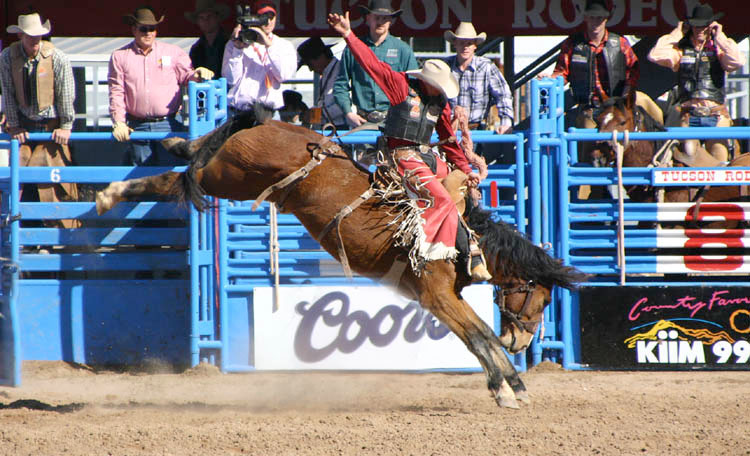
Saddle bronc riding

Gli stili bareback bronc e saddle bronc sono molto diversi. Nel saddle bronc, il cavaliere usa una sella specializzata con staffe a movimento libero e senza corno. Il cavaliere del saddle bronc afferra una semplice redine intrecciata di cotone o poliestere e attaccata a una cavezza di cuoio indossata dal cavallo. Il cavaliere solleva la redine e cerca di trovare un ritmo con l'animale spronando avanti e indietro con i piedi in un movimento ampio dalla spalla al fianco.
Il cavaliere bareback non usa una sella o redini, ma un'attrezzatura che consiste in un pezzo composito di cuoio grezzo spesso paragonato a una maniglia di valigia attaccata a una cinghia e posizionata appena dietro il garrese del cavallo. Il cavaliere si appoggia all'indietro e sperona con un movimento su e giù dalla punta della spalla del cavallo verso la maniglia dell'attrezzatura, speronando a ogni salto a ritmo con il movimento del cavallo.
In entrambi gli eventi, una volta completate con successo le corse, due cavalieri nell'arena tentano di aiutare i concorrenti a scendere in sicurezza dai cavalli ancora in movimento.
Il bareback bronc riding iniziò a svilupparsi come evento sportivo da rodeo professionistico intorno al 1900. L'equipaggiamento da equitazione utilizzato in quell'epoca variava. In alcuni casi, il cavaliere si teneva semplicemente alla criniera del cavallo, chiamata mane-hold. Altri tenevano una corda allentata o attorcigliata legata attorno alla cinghia del cavallo e altri metodi prevedevano l'uso di più impugnature in cuoio basate su una cinghia di sicurezza. Nei primi anni '20, quando le vecchie regole del rodeo che consentivano di cavalcare con due mani vennero gradualmente eliminate e sostituite con la nuova regola di cavalcare con una mano nell'impugnatura e una mano in aria, Earl Bascom inventò, progettò e realizzò la prima attrezzatura da rodeo bareback a una mano. L'attrezzatura originale a una mano fu realizzata da Bascom da una sezione di cinghia di gomma scartata da una trebbiatrice, con l'intera attrezzatura, l'impugnatura e il corpo, realizzata in un unico pezzo. La maniglia era ripiegata e rivettata al corpo principale del sartiame, con un anello a "D" rivettato su ogni lato per legare i latigos. Questa maniglia fu usata per la prima volta al Raymond Stampede in Alberta, Canada, nel luglio 1924. Bascom poi ne perfezionò il design, realizzando la sua seconda maniglia con una sola mano in cuoio e cuoio grezzo. Per il corpo della maniglia fu usata la suola in cuoio. Strisce di cuoio furono usate per la maniglia con pelle di pecora incollata sotto le maniglie per proteggere le nocche; questa disposizione divenne nota come "Bascom's Rigging". Onorato in diverse Hall of Fame, Bascom è ora noto come il "Padre del moderno Bareback Rigging". Varianti della maniglia di Bascom sono ancora usate nei rodei oggi.

## Il cavallo
Il cavallo da sgroppata è solitamente una cavalla, ma occasionalmente viene utilizzato un castrone (un cavallo maschio castrato). I cavalli da sgroppata di solito viaggiano in spazi ristretti e sono ospitati in un ambiente di mandria, i castroni sono generalmente meno dirompenti e più inclini ad andare d'accordo tra loro. Vengono utilizzate anche le cavalle e, sebbene una mandria mista di cavalle e castroni sia un po' più incline a disordini, possono essere tenute insieme senza grandi difficoltà. Gli stalloni sono meno comuni, perché possono essere dirompenti in una mandria e possono combattere se sono presenti delle cavalle.
Il moderno bronc non è un cavallo veramente selvaggio. La maggior parte del bestiame da sgroppata è allevata specificamente per l'uso nei rodei, con cavalli con una capacità di sgroppata alta che vengono acquistati da appaltatori di bestiame e che raggiungono un prezzo elevato. Alla maggior parte è permesso di crescere in condizioni naturali, semi-selvagge, all'aperto, ma devono anche essere addomesticati e domati per essere gestiti da terra, caricati in sicurezza sui rimorchi, vaccinati e sverminati e per essere caricati dentro e fuori dai cancelli di sgroppata. Vengono anche inizialmente introdotti al lavoro di sgroppata con manichini di stoffa attaccati alla sella. A causa dei rigori del viaggio e delle brevi raffiche di lavoro ad alta intensità richieste, la maggior parte dei cavalli in una fila di sgroppata ha almeno 6 o 7 anni.

## Problemi di benessere degli animali
L'evento ha suscitato preoccupazioni tra alcuni sostenitori del benessere degli animali, che ritengono che le pratiche utilizzate durante l'evento possano costituire crudeltà sugli animali.
I moderni rodeo negli Stati Uniti sono strettamente regolamentati e hanno risposto alle accuse di crudeltà sugli animali istituendo una serie di regole per guidare il modo in cui il bestiame da rodeo deve essere gestito. La PRCA ha norme che regolano specificamente la cura e il trattamento adeguati degli animali da rodeo; queste linee guida devono essere seguite da tutti i partecipanti nei rodeo autorizzati. Nel 1994, un sondaggio su 28 rodeo autorizzati è stato condotto da veterinari indipendenti in loco. Esaminando 33.991 corse di animali, il tasso di infortuni è stato documentato a 16 animali (0,047%). Uno studio sugli animali da rodeo in Australia ha rilevato un tasso di infortuni simile. Le lesioni di base si sono verificate a un tasso dello 0,072 percento, ovvero una su 1.405, con lesioni che hanno richiesto cure veterinarie allo 0,036 percento, ovvero una ogni 2.810 volte in cui l'animale è stato utilizzato, e il trasporto e la competizione sono stati tutti inclusi nello studio. Un successivo sondaggio PRCA su 60.971 esibizioni di animali in 198 spettacoli di rodeo e 73 sezioni di "allentamento" ha indicato che 27 animali sono rimasti feriti (0,0004%). Tuttavia, le accuse di crudeltà negli Stati Uniti persistono. La PRCA riconosce di sanzionare solo circa il 30% di tutti i rodei, mentre un altro 50% è sanzionato da altre organizzazioni e il 20% non è affatto sanzionato. Diverse organizzazioni per i diritti degli animali tengono registri di incidenti e episodi di possibile abuso di animali. Citano vari incidenti specifici di infortunio per supportare le loro affermazioni, e indicano anche esempi di crollo a lungo termine, così come resoconti di infortuni e decessi subiti da animali in eventi non rodeo organizzati alla periferia del rodeo professionale come le corse chuckwagon racing (uno sport equestre di rodeo in cui i conducenti di un carro trainato da cavalli purosangue corrono lungo una pista) e le "corse suicide". Mentre in termini di statistiche effettive sul tasso di infortuni degli animali, non sembrano esserci studi indipendenti più recenti sugli infortuni nel rodeo rispetto allo studio del 1994, gruppi come la PETA raccolgono resoconti aneddotici come uno da un rodeo del 2010 in Colorado che denuncia undici infortuni degli animali, di cui due mortali.
Ci sono incentivi economici per mantenere gli animali abbastanza sani per continuare a partecipare al rodeo. I cavalli e i tori da rodeo sono costosi da sostituire: un cavallo da rodeo collaudato può essere venduto per una cifra che varia da $ 8000 a $ 10.000, rendendo il "greggio" un investimento che vale la pena curare e mantenere in buona salute per molti anni. Le normative sanitarie impongono anche vaccinazioni ed esami del sangue per i cavalli che attraversano i confini statali. Un animale ferito non salterà bene e quindi un cowboy non può ottenere un punteggio elevato per la sua corsa, quindi gli animali malati o feriti non vengono tenuti in considerazione per l'esibizione, ma ricevono invece le cure veterinarie appropriate in modo che possano essere riportati al loro solito livello di forza e potenza. Le normative PRCA richiedono che i veterinari siano disponibili in tutti i rodei per curare sia il bestiame da rodeo che altri animali secondo necessità. La PRCA richiede che un veterinario sia presente in tutti i rodei autorizzati.
Gli attivisti esprimono anche preoccupazione per il fatto che molti cavalli da rodeo concludono la loro vita come carne di cavallo. Mentre è vero che alcuni animali da bestiame vengono macellati per la carne di cavallo alla fine della loro utile carriera, altri cavalli da rodeo vengono ritirati alla fine della loro utilità da rodeo e lasciati vivere fino alla vecchiaia. La questione della macellazione dei cavalli attraversa tutte le discipline equestri e non è limitata esclusivamente all'industria del rodeo. Qualsiasi cavallo indesiderato può incontrare questo destino, compresi i cavalli da corsa, i cavalli da esposizione o persino gli animali domestici da pascolo.
Nel corso degli anni, alcuni Stati hanno imposto una regolamentazione su alcune tecniche e strumenti utilizzati nei rodei, Nel 2000, la California è diventato il primo stato a vietare l'uso di pungoli elettrici sugli animali nelle stalle. La città di Pittsburgh ha proibito l'uso di cinghie sui fianchi così come di pungoli o dispositivi elettrici, legacci di sicurezza e speroni o rotelline affilati o fissi nei rodei o negli eventi correlati. Alcune altre città e stati hanno approvato divieti simili. Secondo le linee guida PRCA, i pungoli elettrici non possono fornire una scossa più forte di quella che può essere prodotta da due batterie D. I pungoli sono consentiti finché la situazione li richiede per proteggere le persone o gli animali.

### Controversia sulla cinghia laterale
Una "cinghia per i fianchi" (o "cinghia per i salti") viene utilizzata per incoraggiare il cavallo a scalciare più dritto e più in alto quando salta. La cinghia per i fianchi è larga circa 4 pollici (circa 10 cm), ricoperta di pelle di pecora o neoprene e si allaccia dietro la parte più larga dell'addome. Le cinghie per i fianchi che feriscono il cavallo non sono consentite dalle regole del rodeo negli Stati Uniti.
Tuttavia, una cinghia di sgroppata deve essere un incentivo, non uno stimolo, altrimenti il cavallo si inacidirà rapidamente e si rifiuterà di lavorare. Un cavallo dolorante diventerà scontroso e non sgropperà molto bene, e il danno ai genitali è anatomicamente impossibile.
L'associazione People for the Ethical Treatment of Animals (PETA) ha affermato che a volte sotto la cinghia del fianco vengono posizionati degli irritanti e che le cinghie del fianco utilizzate in modo improprio possono causare ferite aperte e ustioni se il pelo viene strofinato via e la pelle viene irritata fino a danneggiarsi. Tuttavia, mentre l'argomento implicito dietro questa affermazione è che il dolore è ciò che fa impennare il cavallo, nella pratica effettiva, gli irritanti o il dolore generalmente interferiscono con la capacità di un cavallo di impennare in modo energico e atletico.